# Hoffnungslos glücklich – Jeder Tag ist ein Geschenk
Hoffnungslos glücklich – Jeder Tag ist ein Geschenk (Originaltitel: Matching Jack) ist ein australisches Filmdrama von Nadia Tass, das 2010 im Rahmen des Melbourne International Film Festival seine Premiere feierte.

## Handlung
Marissa und David scheinen eine glückliche Ehe zu führen. Doch dann erkrankt ihr gemeinsamer Sohn Jack an Leukämie. In dieser schwierigen Situation stellt sich heraus, dass David sie bereits seit Jahren betrügt. Für Marissa bricht eine Welt zusammen. Im Krankenhaus begegnet sie dem irischen Seemann Connor, dessen Sohn auch Krebs hat. Die beiden Jungen liegen im selben Krankenzimmer und freunden sich an. Marissa fühlt sich zu Connor hingezogen und lässt sich von seinem unerschütterlichen Optimismus anstecken. Sie beschließt, um das Leben ihres Sohnes zu kämpfen. Als die Ärzte erklären, dass eine genetisch passende Knochenmarksspende das Leben von Jack retten kann, kommt seiner Mutter der Gedanke, ob David nicht auch noch heimlich weitere Kinder hat, sodass Jack womöglich eine Halbschwester oder einen Halbbruder haben könnte.

## Besetzung und Synchronisation
Die deutschsprachige Synchronisation des Films hat die TaunusFilm Synchron GmbH aus Berlin übernommen.
| Rolle            | Darsteller          | Synchronsprecher    |
| ---------------- | ------------------- | ------------------- |
| Marissa          | Jacinda Barrett     | Victoria Sturm      |
| David            | Richard Roxburgh    | Thomas Nero Wolff   |
| Jack             | Tom Russell         | David Kunze         |
| Connor           | James Nesbitt       | Erich Räuker        |
| Veronica         | Yvonne Strahovski   | Magdalena Turba     |
| Professor Nelson | Colin Friels        | Uwe Büschken        |
| Oma Cleo         | Julia Blake         | Helga Sasse         |
| Guy              | Damian Callinan     | Matthias Klages     |
| Janice           | Alexandra Schepisi  | Peggy Sander        |
| Kerry            | Nicole Gulasekharam | Friedel Morgenstern |
| Schiedsrichter   | Steve Montgomery    | Matthias Klages     |

## Produktion und Veröffentlichung
Der Film wurde 2009 in Melbourne gedreht. Finanziert wurde er von Screen Australia, Film Victoria, the MIFF Premiere Fund und privaten Investitionen. Im August 2010 veröffentlichte 20th Century Fox den Film in 185 australischen Kinos, was der breitesten Veröffentlichung eines australischen Films seit 2008 entspricht. Am ersten Wochenende spielte der Film $A258.000 australische Dollar ein. Des Weiteren wurde er unter anderem beim Palm Beach International Film Festival, Cleveland International Film Festival, Belfast Film Festival,
Internationales Filmwochenende Würzburg, Tiburon International Film Festival und beim Newport Beach Film Festival gezeigt.

## Rezeption
Bei den auf Rotten Tomatoes gesammelten Kritiken erreicht der Film einen Anteil von 69 % positiven Bewertungen; beim Publikum bewerteten 56 % den Film positiv.
Kino.de schreibt „dass Nadia Tass zu den unterschätztesten Filmemacherinnen Australiens zählt, beweist sie auch in diesem emotional bewegenden Drama“ und dass die Schauspieler „den Film zu einem überzeugenden Erlebnis werden... lassen“.

„Ein Beitrag zum Thema Umgang mit Tod und Krankheit, der Kinder ab 12 Jahren behutsam an die schwierige Materie heranführt und zum Nachdenken über das oftmals tabuisierte Thema Sterben anregt.“

Beim Milan International Film Festival 2011 gewann Matching Jack drei Preise. Für den besten Film, Nadia Tass für die beste Regie und Lynne Renew und David Parker für das beste Drehbuch. Im Mai 2011 gewann der Film beim Cinephiles festival in Cannes den Cannes Cinephile Prix De Jury Bel Age.